# Muraranahalli, Channarayapatna
Muraranahalli là một làng thuộc tehsil Channarayapatna, huyện Hassan, bang Karnataka, Ấn Độ.